# Richard Crooks (Schlagzeuger)
Richard „Richie“ Crooks (* um 1940; † 16. Dezember 2014)  war ein US-amerikanischer Jazz- und Studiomusiker (Schlagzeug).

## Leben und Wirken
Crooks wuchs in Gilroy, Kalifornien auf und spielte Schlagzeug in der High School Band. Nach dem Erwerb des Bachelor of Arts an der San José State University tourte er zunächst in Kalifornien und arbeitete dann in New York City. 25 Jahre spielte er bei Dr. John; Crooks wirkte u. a. auch bei Aufnahmen von Janis Ian, Loudon Wainwright III, Bob Dylan (Blood on the Tracks, 1975), The Village People, Marlena Shaw, Roy Buchanan, The Four Tops, Leonard Cohen, Tom Chapin und Paul Simon mit. Im Bereich des Jazz war er auch an Aufnahmen von Paula Lockheart, Peggy King, Maria Muldaur, Jimmy Ponder, Corky Hale, Gail Wynters und Peter Ecklund beteiligt. Ab 2008 lebte er mit seiner Frau in Key West, wo er noch auf lokaler Ebene in Clubs auftrat, bis eine schwere Erkrankung seine Karriere beendete.